# Baloncesto en Honduras
Es otro de los deportes más practicados en Honduras, existen muchos equipos, entre ellos el nacional de ingenieros, en los cuales hay categorías infantiles, juveniles, universitarios, y profesionales como el equipo las águilas y los leones,real amarillo

## Historia del baloncesto en Honduras
En el año 1923 se practicaba este deporte en diferentes zonas de Honduras, por estudiantes que realizaban sus estudios fuera del país y que venían a pasar sus vacaciones a sus hogares.
En ese mismo año, el baloncesto fue impulsado en Tegucigalpa, capital de la República de Honduras, por el Dr. Henry Gilbert, quien estudiaba en la Lewis and Clark High School en Washington, USA.
A su regreso formó el equipo de la Escuela Normal Central de Varones el 23 de junio de 1925 siendo integrantes: Lurio Martínez, Roberto Orellana Bonilla, Ernesto López Callejas y otros.
Otra de las grandes impulsoras fue Sor Agustina Rosi (Italiana), iniciándose en el Instituto María Auxiliadora de Tegucigalpa, en femenino, quien aportó sus conocimientos en San Pedro Sula y Santa Rosa de Copán, sectores norte y occidente del país.
Dentro del Instituto María Auxiliadora se formaron dos equipos de alumnas, llamados "Patria" y "Unión", y siendo sus integrantes, Equipo Patria: María Luisa Salvo, Esther Mejía Mendieta, Emilia Reina, Paula Weddle y Gracia Milben. Por el equipo Unión: Luz Becerra, Delia Milhen, María Luisa Arias, Julia Reina y María Luisa Cerrato (Sor).
En septiembre de 1925, a petición de las autoridades locales, se presenta por primera vez el colegio en el Estadio Nacional (La Isla) para desarrollar un programa deportivo, celebrando el cumpleaños del Presidente de la República, el señor (Miguel Paz Barahona).
Era la primera vez que el público de Tegucigalpa presenciaba un partido de baloncesto y un grupo gimnástico también ejecutado que resultó ser la admiración de todo el pueblo. En agradecimiento, las autoridades obsequiaron una corona de laurel a la Directora del María Auxiliadora, con una dedicatoria de reconocimiento.
Ese mismo año, Alejandro Mejía Mendieta organizó competencias con varios equipos masculinos. Un año más tarde, la profesora Carmen Castro impulsa el baloncesto en San Pedro Sula.
En 1926 un equipo masculino de la escuela normal central de varones llamado los papayos jugaron un juego amistoso con los pasas el juego terminó en golpes y desde entonces hay una rivalidad eterna entre ellos.
En 1927, se forma uno de los primeros equipos femeninos que tuvo por nombre "Tegucigalpa", integrado por varias damitas de la capital, siendo ellas: Esther Mejía Mendieta, María Scheleginser, Mercedes Cascajares, Josefita y Carmen Lardizabal, Adelfina Mejía Mendieta
, María Luisa Salvo, Amalia y Cristina Lardizabal, Clementina Castro, Leticia Zúñiga, Rosita Gonzales, Lesli Alger, Elia Paz, Aída López Callejas, Julia Henríquez, Isabel Sequeiros, Elia María Calderón, Alicia Matamoros, Eloísa Alemán, Ascela Valle, Reina Fernández, Lolita Paz, Joaquina Carrasco, entre otras. El entrenador fue Alejandro Mejía Mendieta y los entrenamientos se realizaban en la cancha de La Isla.
El segundo equipo que se formó fue el de la Normal de Señoritas, cuyo entrenador fue el Licenciado Roberto Ramírez.
Otros equipos que se formaron en esa época fueron: Equipo Helios, entrenado por Br. Fernando Lardizabal; "Capitalinos" por Br. Fernando Lardizabal; y el equipo "Motagua" por el Sr. Alejandro Mejía Mendieta.
En el año 1928, se jugó el primer campeonato oficial, participando los siguientes equipos:
Tegucigalpa: Entrenador Lic. Roberto Ramírez y Br. Manuel Zúñiga Ortega, asistente.
Helios: Entrenador José León Fúnez.
Normal de Señoritas: Entrenador Br. Jack Alger.
Motagua: Entrenador Br. Alejandro Mejía Mendieta.
Capitalino: Entrenador Fernando Lardizabal.
El equipo campeón fue el Club Helios. Los árbitros oficiales de dicho torneo fueron los mismos entrenadores.
De estos equipos, el "Capitalino" se disolvió rápidamente, los demás perduraron varios años, realizando varias competencias con otros equipos que se organizaron en otros sectores del país, mencionando algunos como "San Pedro" integrado por Ela Ineztroza, Evangelina Paz, Lilian Inestroza, Toyota Paz, Enma Pojol, Blanca Midence, Mimillin Suazo, Elvit Navarro, María Izaguirre Gonzales, Inés Bográn, Nelly Mackhey.
El Equipo "Juticalpa" formado por Cristina Paz, Blanca Ondina Rivera, Judith y Betulia Ayes, Malucha y Aurora Flores, Ángela Fernández, jugando en el campo La Isla.
En la Costa Norte aparecen los siguientes equipos: Äduana Deportivo" de Tela; "Lenca" de El Progreso; "Hércules" de San Pedro Sula; y en occidente los equipos "King Bee", "Tiburones","Victoria" de Santa Rosa de Copán y en Tegucigalpa: "Federal Deportivo","Diablos Negros", "Yankees", "Olimpia", y "Scouts" en ambos sexos, que realizó giras por toda Centroamérica destacando en Nicaragua donde sostuvo 5 encuentros y jugó con la selección de Nicaragua a la que le ganó por 3 puntos en masculino. Sus integrantes fueron: Trino Valladares, Adán Morales, Samuel, Adán y Gilberto Young Torres y Arturo Murillo. En Femenino: Verónica Sauceda, Gloria Orellana, Lila Tercero, Lurvin Cáceres. Martha Velásquez. Luego se cambiaron el nombre, pasando a llamarse "Gustavo Adolfo Alvarado".

## Gimnasio 15 de Marzo
El 14 de septiembre de 1947, se inauguró en Tegucigalpa el primer gimnasio techado de baloncesto, bajo la administración del General Tiburcio Carias Andino, que se bautizó con el nombre de "15 de Marzo" en honor al cumpleaños del General Carías Andino. Para la inauguración se jugaron partidos internacionales con equipos de Costa Rica, "Red Socks" femenino y el "Seminario Eduardo Leofin", masculino.
Por Honduras en femenino, se tomó como equipo base el "Federal Deportivo" reforzado, integrado por las siguientes jugadoras: Olga Marina Rivera Reyes (capitana), Mercedes Morales (Hércules de San Pedro Sula), Lupe Corea Fiallos, Julia Retes, Consuelo Huete, María Cecilia Rodríguez (Chila), Mirza Orellana (Victoria de Santa Rosa de Copán), Otilia Retes, Angelita Henríquez y Noemi Andino; Entrenador Carlos Rivera.
En Masculino se formó una combinación, tomando como equipo base al "Diablos Negros", representando así a Tegucigalpa, integrado por los siguientes jugadores: Armando Pavón (capitán), Giles Mac Ewen, Rafael Valencia, Lee Armstrong, José Moreira, Alfredo Kattan, Antonio Canahuati, Luis Morcillo, Jacques Klapish y Phil Andrews.
El Evento internacional fue de tres juegos, los cuales fueron ganados por los equipos costarricenses. Durante el primer día hubo una presentación gimnástica de la Escuela Normal de Señoritas, bajo la dirección del Prof. Luis B. Gómez. El Segundo día, hubo pelea de boxeo entre Pedro Molina contra Carlos Fú y René Gómez contra Armando Pineda. El Tercer día hubo voleibol entre el Instituto San Miguel y la Universidad, tansmitidos por la radio emisora "La Voz de Lempira".

## Selección nacional femenina
En 1950, se organizó la selección nacional femenina para competir en los Juegos Olímpicos de Guatemala, bajo la dirección del mexicano "Porky"Allende. Este equipo, de gran actuación en Guatemala, hizo épocas gloriosas en los años siguientes, por sus destacadas actuaciones, colocando el nombre de Honduras en letras doradas en toda Centroamérica.

## Confederación Centroamericana de Basketball
Con la creación en 1950 de la Confederación Centroamericana de Basketball, cuyo primer campeonato fue ganado en forma invicta por Honduras en femenino.
Las integrantes de esta selección campeona fueron las siguientes: Olga Jiménez, Mary Patterson, Lily Bertot, Ligia "Pajilla" Reyna, Enma Bertot, Margarita Rosner (capitana), Ana Crespo, Leticia Barahona, Aída Kattan, Georgina Äbuela"Murillo, Cecilia "Chila"Rodríguez y Guadalupe Corea, teniendo como entrenador al señor Roberto Allan, de nacionalidad mexicana.
El día sábado 3 de junio de 1961, a las 4:00 a. m., se incendia el gimnasio 15 de marzo, nunca se averiguó cuáles fueron los móviles del siniestro, pero se especuló que hubo mano criminal. Los últimos partidos jugados fueron amistosos entre la Escuela de Artes Industriales contra Escuela de Varones Normal Asociada y Escuela Normal de Señoritas contra Instituto Central.
Honduras ha participado en varios campeonatos centroamericanos, ocupando las siguientes posiciones:
1950. Del 10 al 20 de septiembre, sede Honduras: Primer Lugar Femenino y Cuarto Lugar Masculino.
1951. Del 10 al 20 de septiembre, sede Guatemala: Segundo Lugar Femenino y no se participó en Masculino.
1952. Del 3 al 13 de diciembre, sede El Salvador: Tercer Lugar Femenino y no se participó en masculino.
1953. Del 10 al 20 de septiembre, sede Honduras: Segundo Lugar Femenino y Cuarto Lugar Masculino.
1955. Sede Guatemala: No hubo competencia en Femenino y no se participó en masculino.
1958. Del 14 al 24 de marzo, sede Nicaragua: Segundo Lugar Femenino y Tercer Lugar Masculino.
1960. Del 20 al 28 de febrero, sede Costa Rica: No se participó.
1961. Del 9 al 18 de marzo, sede El Salvador: Segundo Lugar Femenino y Quinto Lugar Masculino.
1962. Del 22 de febrero al 2 de marzo, sede Panamá: Tercer Lugar Femenino y no se participó en masculino.
1963. Del 13 al 22 de marzo, sede Costa Rica: Segundo Lugar Femenino y Cuarto Lugar Masculino.
1964. Del 1 al 11 de abril, sede Honduras: Segundo Lugar Femenino y Cuarto Lugar Masculino. (Inauguración del Gimnasio Nacional Rubén Callejas Valentine)
1966. Del 16 al 26 de abril, sede Guatemala: Segundo Lugar Femenino y Quinto Lugar Masculino.
1967. El Ingeniero Jerónimo Sandoval Sorto observa la oportunidad de integrar jugadores de elevada estatura para desarrollar competitividad en el baloncesto nacional de Honduras. Crea así el equipo Marathon de baloncesto en la ciudad de San Pedro Sula. Increíblemente, sobrepasa y gana con solvencia todos los juego de la liga local sampedrana "Suncery-Mejía".
1968: El equipo Marathon de baloncesto se refuerza con jugadores de La Lima - cuna del baloncesto de estatura -: Allan Steer y Panchi Cálix y se convierte en campeón masculino del departamento de Cortés.
1969: Con las figuras de Allan Steer y Panchi Cálix, el equipo Marathon arrasa con todos los equipos de la costa norte de Honduras, anotando más de 100 puntos por juego y se va a la final contra el equipo Rápido de la capital Tegucigalpa.
1970: Por primera vez en muchos años, con respetables 20 puntos de diferencia un equipo costeño gana el campeonato nacional de baloncesto de Honduras jugando contra el Rápido de Tegucigalpa. A partir de entonces, la hegemonía de la Costa Norte se impone letalmente contra la de la zona central. Por primera vez en la historia de Honduras, el equipo Marathon de baloncesto ocupa la primera plana en el diario de mayor circulación nacional "La Prensa".
1971: El Marathon de San Pedro Sula compite nuevamente por el trono. Allan Steer ha partido y está jugando en México. Los periódicos locales de Honduras destacan notas del éxito de Allan Steer en el Instituto Tecnológico de Monterrey, NL, México. El Marathon decide traerlo a jugar nuevamente por el campeonato nacional. Enorme conflicto se discute por la no participación del jugador en el campeonato local. Vencida la diferencia, Allan Steer y Panchi Cálix forman una combinación excelente e influyen nuevamente en el triunfo de Marathon contra el equipo Ingeniería de Tegucigalpa y recupera nuevamente el campeonato nacional.
1971. Sede Costa Rica: Segundo Lugar Femenino y Tercer Lugar Masculino.
1972. Quinto Lugar Femenino y Tercer Lugar Masculino.
1979. Del 2 al 8 de diciembre, sede Guatemala: Primer Lugar Femenino y Cuarto Lugar Masculino.
1981. Del 16 al 23 de agosto, sede Honduras: Tercer Lugar Femenino y Segundo Lugar Masculino.
1983. Del 9 al 16 de diciembre, sede El Salvador: Tercer Lugar Femenino y Segundo Lugar Masculino.
Este año se logró la clasificación para el Centrobasket masculino 1985, celebrado en México del 10 al 20 de mayo siendo entrenadores Víctor "Maldito" Fúnes y Mario Miguel "Pelusa" Argeñal; Raúl Lanza, preparador físico; Germán García, kinesiólogo; y los jugadores Ostín Anael Salmerón, Julio César Rivera Lanza, Eddy Cannedy, Omar Cacho Gil, Zacarías Arzú, Octavio Matamoros, Mario Blanco, Wilfredo Moreira, Mario Bustillo, Jesús Cruz, Marco Antonio Avilés y Nelson Lanza.

## Gimnasio Rubén Callejas Valentine
El mismo día, el Sr. Presidente de la República, Ramón Villeda Morales, convocó en su despacho a sus Ministros, quien expresó que consideraba que de inmediato, debería constituirse un patronato, con el fin de proceder, en el menor tiempo posible, a la construcción de un nuevo gimnasio, que él estimaba necesario para el desarrollo del deporte en Honduras.
Dicho Patronato Pro-Construcción del Gimnasio Nacional quedó integrado con la Directiva siguiente: Presidente Coronel Alfredo Lara Lardizabal, Tesorero Licenciado Daniel Matamoros, Fiscal Tomás Cálix Moncada, Vocales del uno alcuarto: Ingeniero Francisco Prats, Arquitecto Mario Valenzuela, Antonio Bendaña y el perito mercantil Federico Fortín Aguilar.
Durante la época en que no hubo gimnasio se jugó en la Escuela Lempiras de Comayagúela.
El 1 de abril de 1964, se inauguró el nuevo gimnasio, llamándose "Rubén Callejas Valentine", teniendo como celebración el XI Campeonato Centroamericano de Baloncesto, donde Honduras ocupó el segundo lugar en femenino y cuarto lugar en masculino. El gimnasio fue destruido por el huracán Mitch en 1998.

## Federación Nacional de Baloncesto de Honduras
El 19 de septiembre de 1987, fue creada la Federación Nacionalde Baloncesto de Honduras, FENABAH, siendo su primer presidente, el Licenciado Efraín Díaz Arrivillaga (septiembre de 1987 a febrero de 1990).
Los siguientes presidente han sido:
- 1990-1992: Coronel Manuel Álvaro Flores Ponce
- 1992-1994: Licenciado Danilo Solano
- 1994-1996: Señor José Hung Pacheco
- 1996-1998: Licenciado Omar Cacho Gil
- 1998-2000: Ingeniero José Ramón Ordóñez
- 2000-2002: Licenciado Carlos Solís
- 2002-2005: Periodista Jorge Calix
- 2012-2016: Carlos Estrada Pacheco
- 2023-ACTUAL: Marco Antonio Avilés

## Nacional de Ingenieros Colliseum
El Nacional de Ingenieros Coliseum es un complejo deportivo dedicado al baloncesto fundado en 1997, es la sede del equipo Nacional de Ingenieros, el local permanece abierto al público para la práctica del deporte en sus catorce canchas de baloncesto.